# Флоринский, Иван Иванович (архитектор)
Ива́н Ива́нович Флори́нский (16 февраля 1879, Москва — неизвестно) — русский архитектор, дворянин. В 1907 году окончил Московское училище живописи, ваяния и зодчества. Член Московского архитектурного общества. В течение пяти лет был помощником Ф. О. Шехтеля, позже занимался самостоятельной частной практикой.
Жил в доходном доме В. К. Фёдорова по адресу Трубниковский переулок, 8.

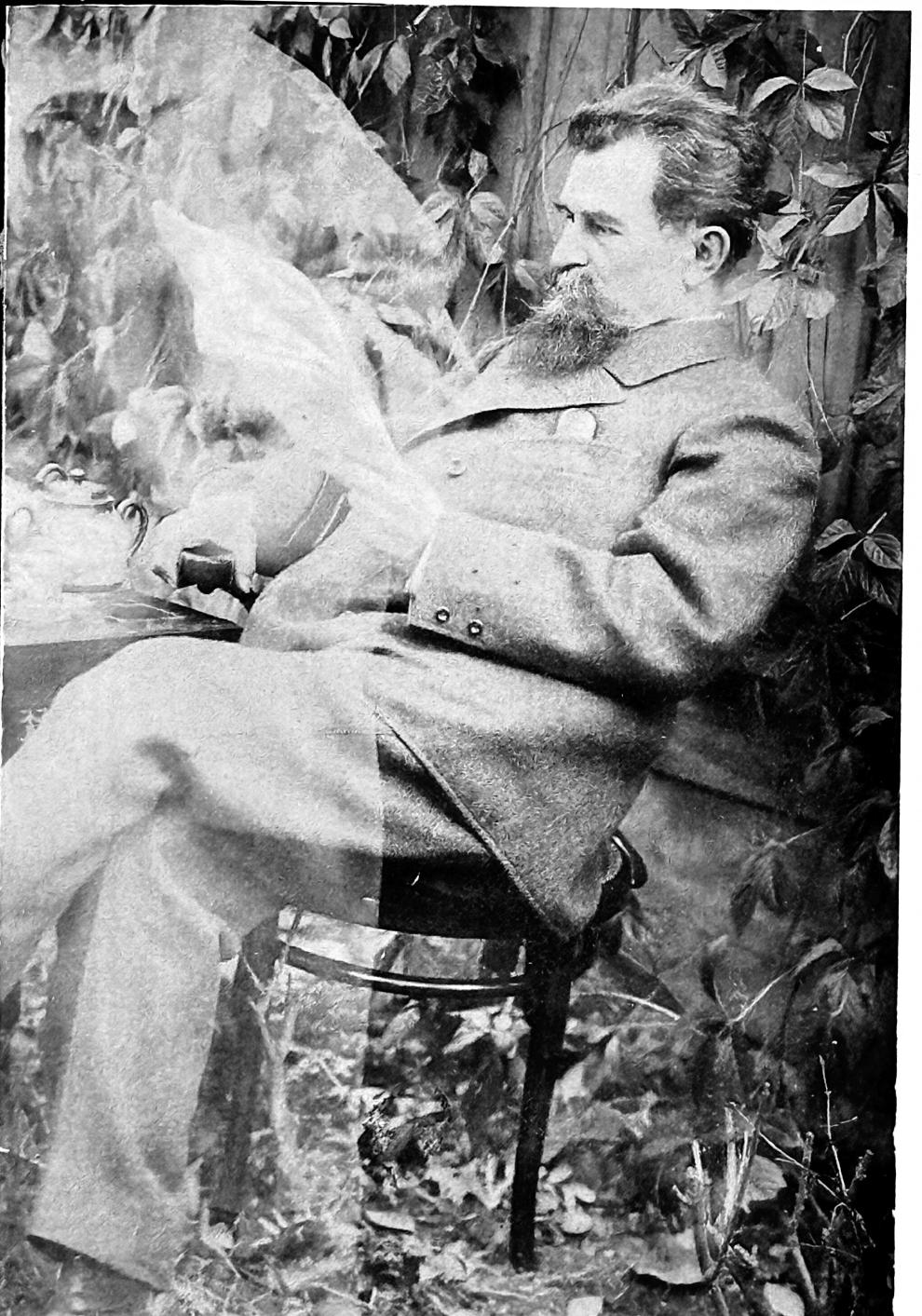
Иван Иванович Флоринский, около 1915 года. Частный семейный архив

## Проекты
- Доходный дом семьи Орлик, 1901 год. Москва, Садовая-Спасская, 17[5].
- Особняк в стиле модерн. Доходный дом М. А. Грачёвой, 1912 год. Москва, Малый Кисловский переулок, 9. В советское время был надстроен двумя этажами[6].
- 7732992000 Доходный дом Н. И. Шах-Паронианц, 1913 год. Москва, Ананьевский переулок, 5. Фасад был выполнен при участии архитектора С. А. Торопова. Здание является объектом культурного наследия регионального значения[7][8]. Композиция фасада напоминает колонный портик Странноприимного дома, расположенного на другой стороне Садового кольца. Проект дома Шах-Параньянца был удостоен на проведённом в 1914 году Городской управой конкурсе лучших построек III премии и бронзовой медали[9].
- Здание Реального училища Воскресеннского, 1915 год. Москва, Подсосенский переулок, 20 (угол с Казарменным переулком). Здание было построено специально для реального училища в неоклассическом стиле с угловым объёмом в виде ротонды. Плоскости стен здания во втором и третьем этажах расчленены ионическими пилястрами, опирающимися на рустованные стены первого этажа. Ротонду украшают шесть высоких коринфских полуколонн, между капителями которых помещены гирлянды[10]. В советское время и позже в этом доме продолжали находиться различные учебные заведения.

## Галерея

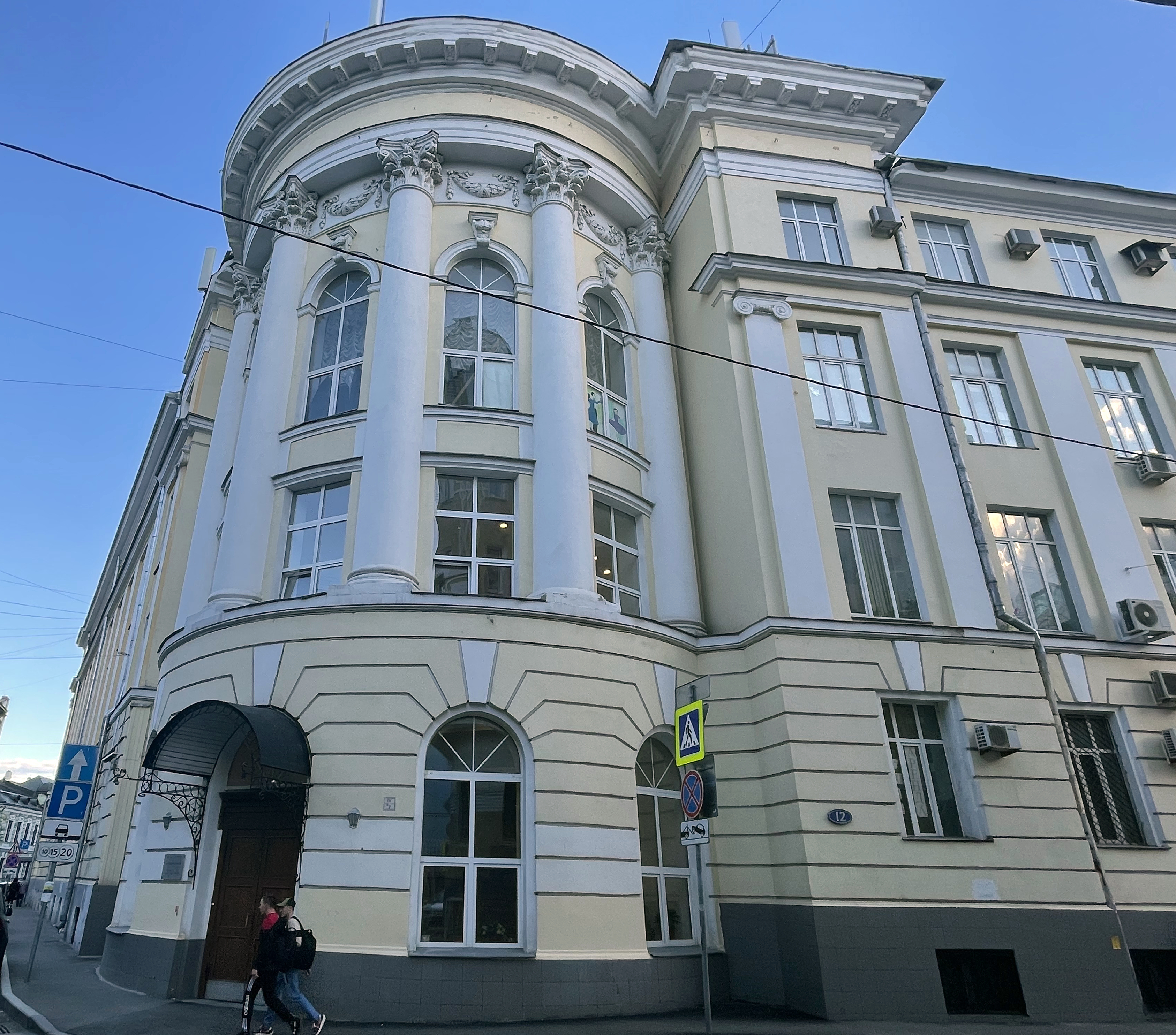
Здание Реального училища. Москва, Подсосенский пер., 20. Архитектор И. И. Флоринский. 1915 год
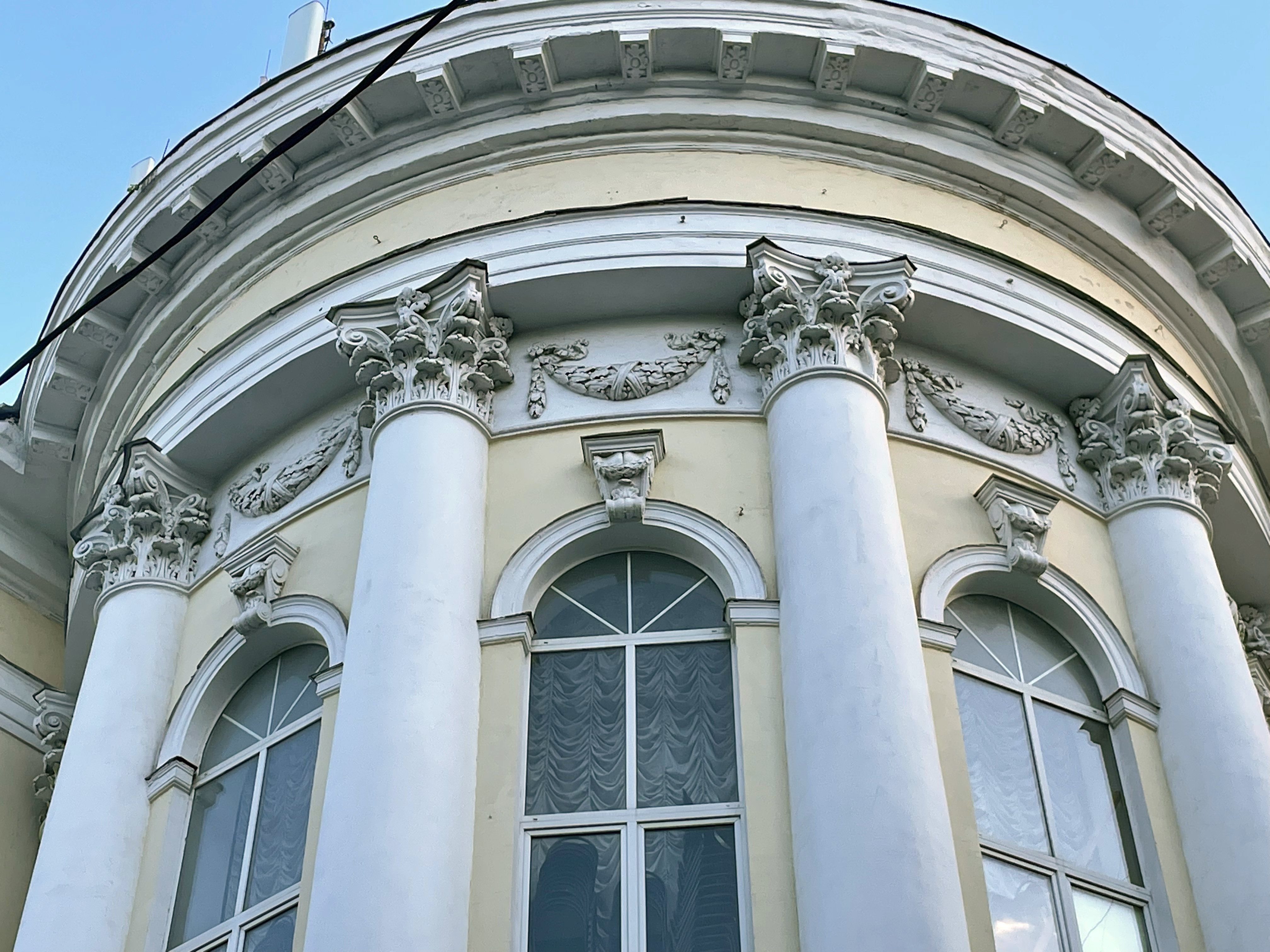
Здание Реального училища. Москва, Подсосенский пер., 20. Архитектор И. И. Флоринский. 1915 год
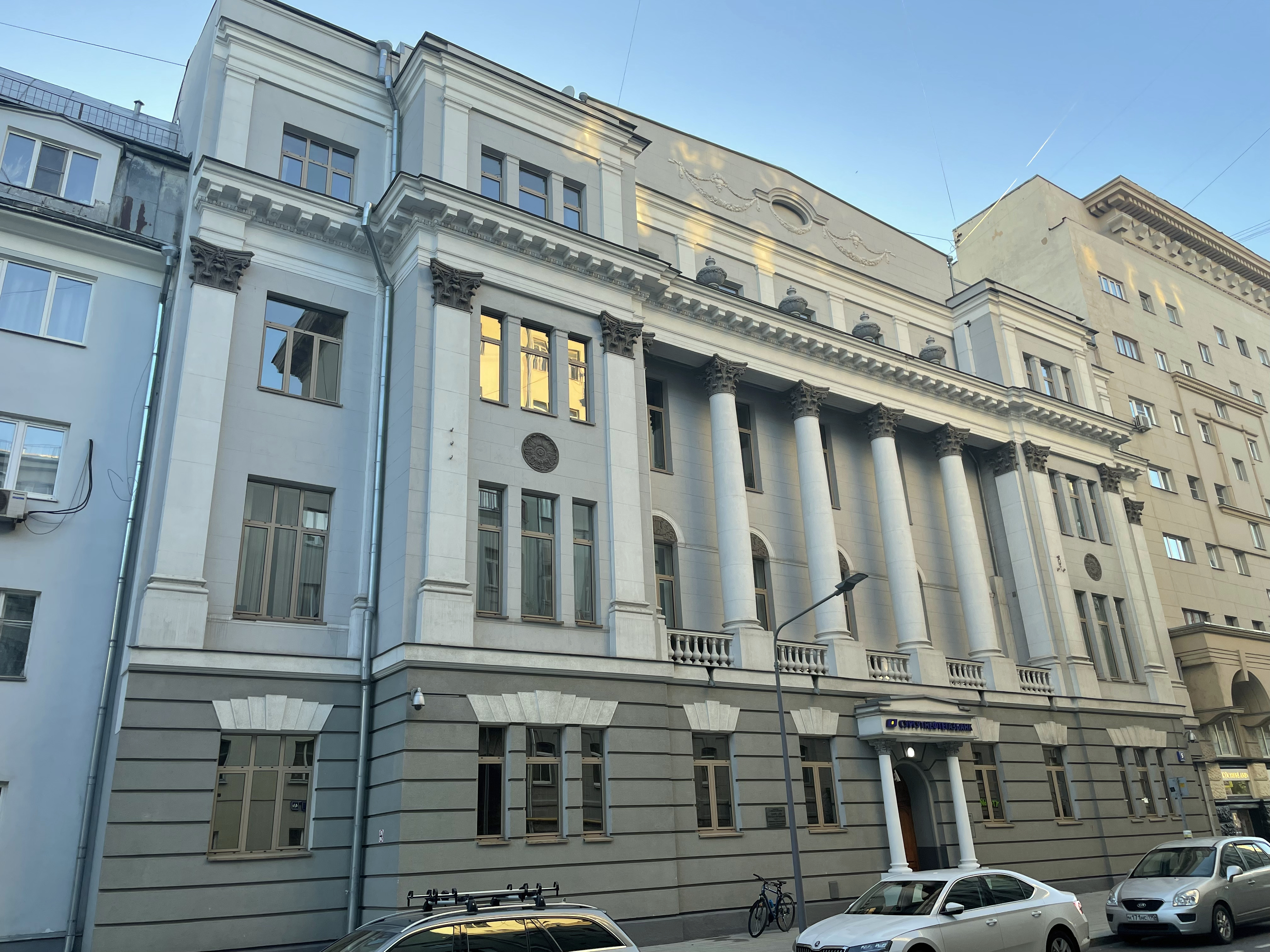
Доходный (жилой) дом Н. И. Шах-Паронианц. Москва, Ананьевский пер., 5. Архитектор И. И. Флоринский. 1913 год
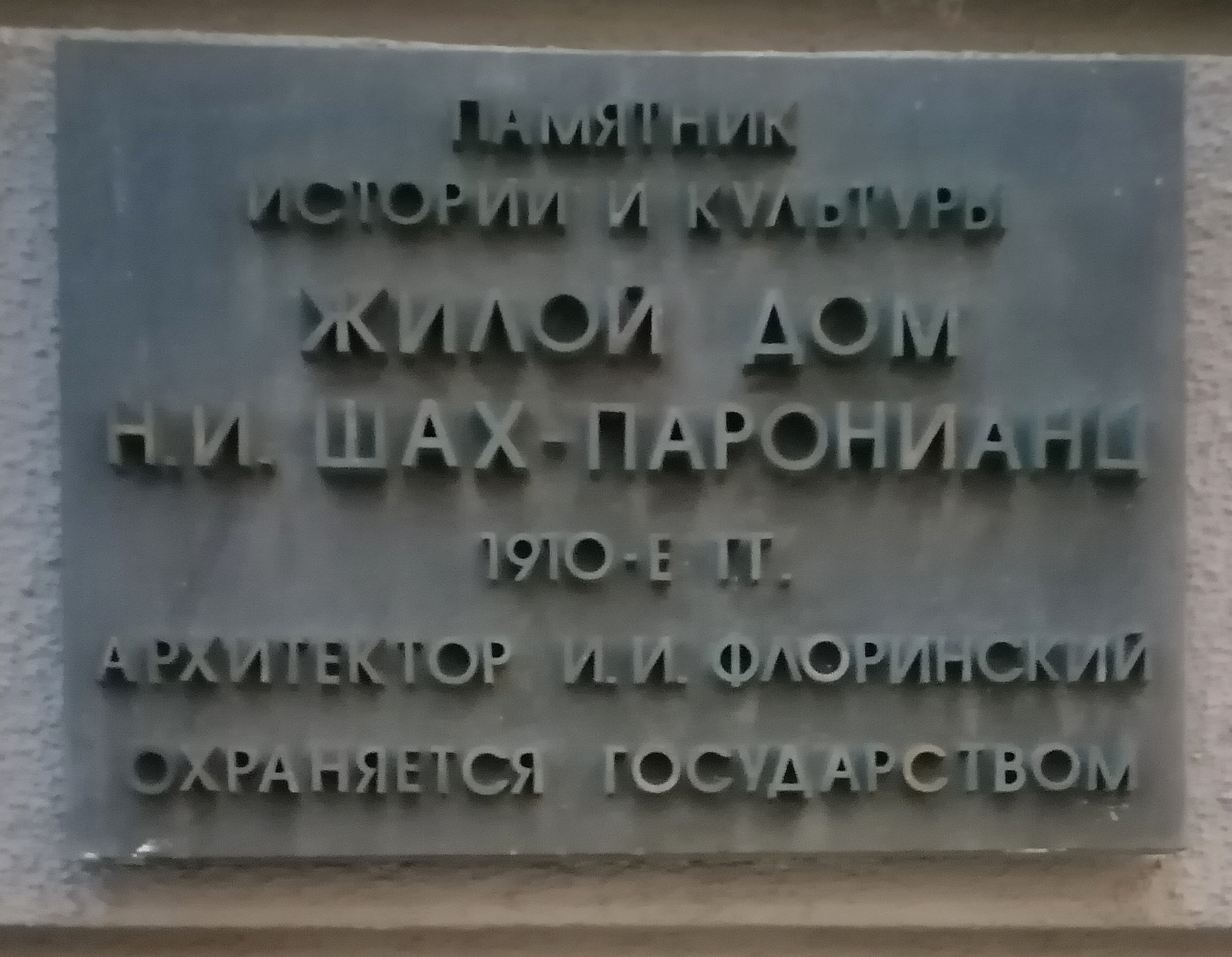
Доходный (жилой) дом Н. И. Шах-Паронианц. Москва, Ананьевский пер., 5. Архитектор И. И. Флоринский. 1913 год
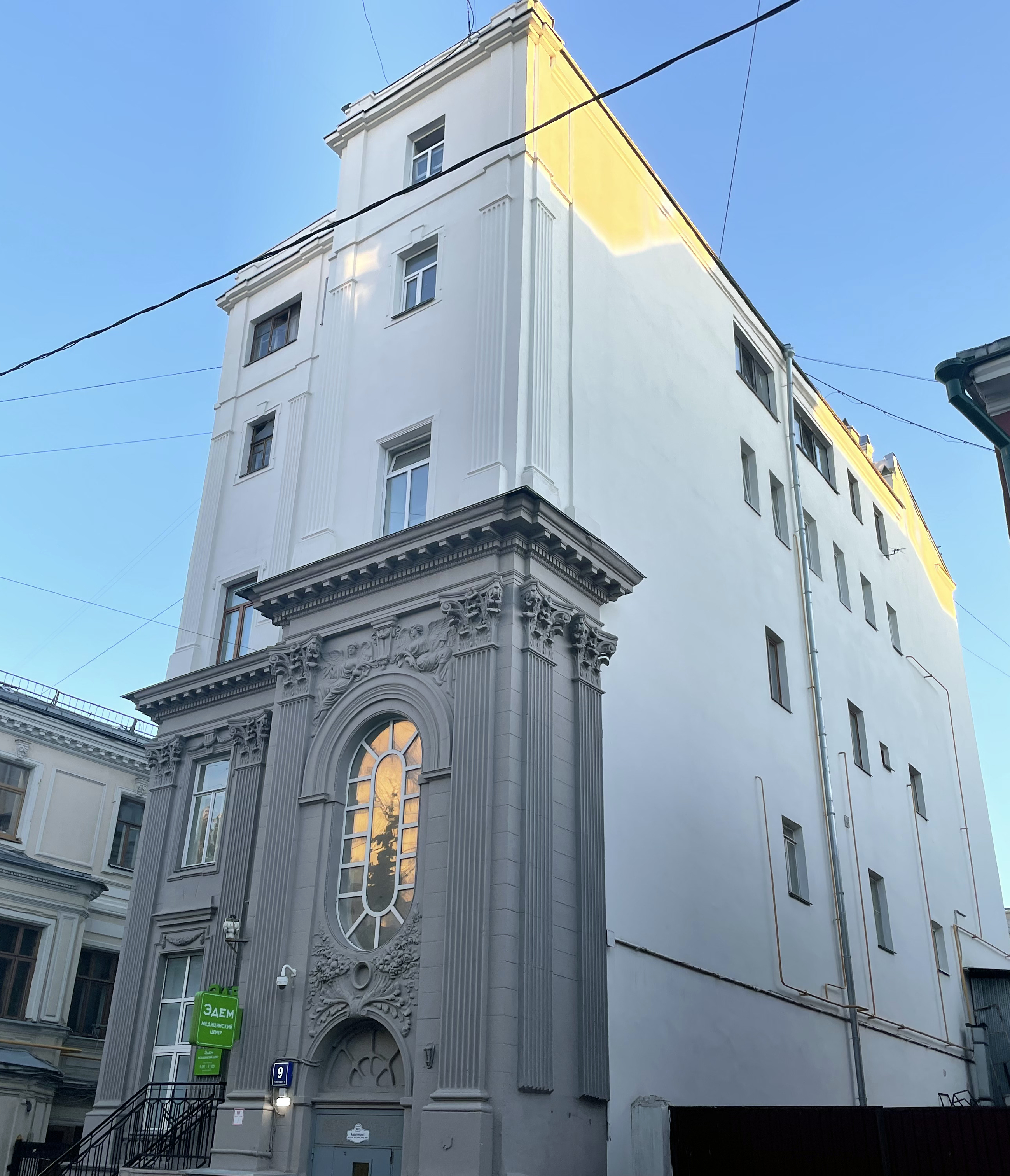
Особняк в стиле модерн. Доходный дом М. А. Грачёвой. Архитектор И. И. Флоринский. 1912 год. Москва, Малый Кисловский пер., 9
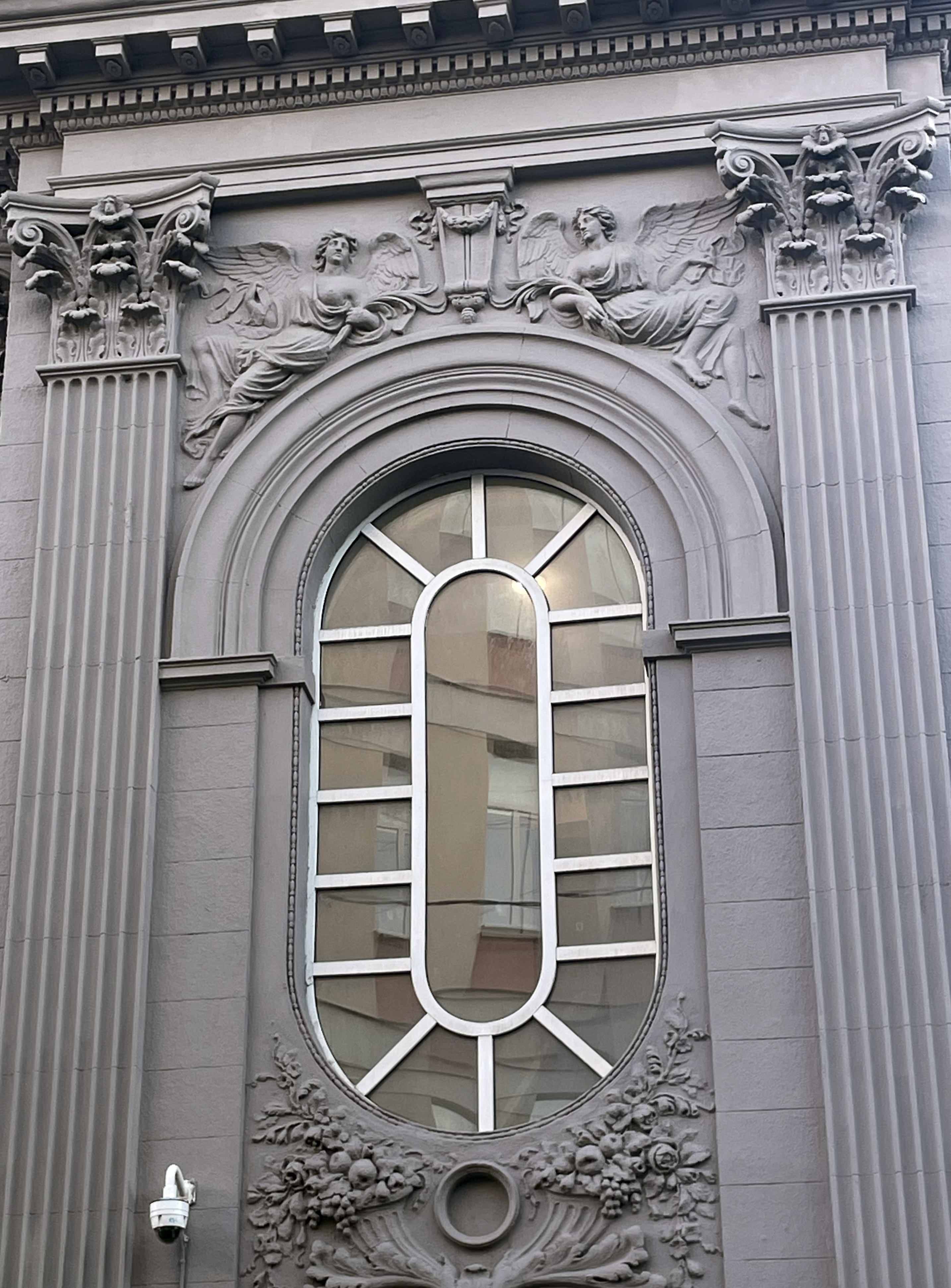
Особняк в стиле модерн. Доходный дом М. А. Грачёвой. Архитектор И. И. Флоринский. 1912 год. Москва, Малый Кисловский пер., 9
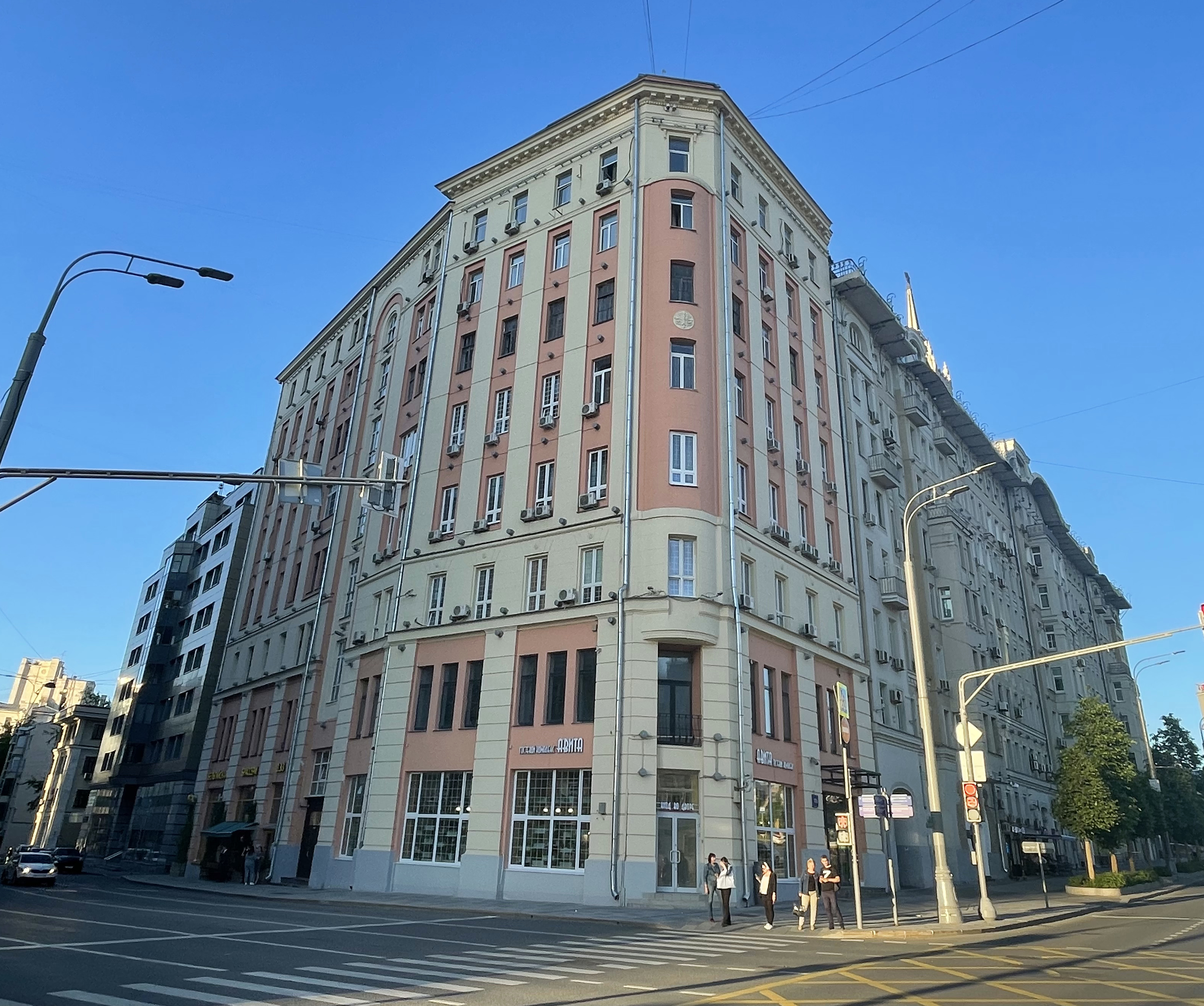
Доходный дом семьи Орлик. Москва, Садовая-Спасская, 17. Архитектор И. И. Флоринский. 1901 год